# 玛雅·摩尔
玛雅·阿普丽尔·摩尔（英語：Maya April Moore，1989年6月11日—），美国职业前篮球运动员，《体育画报》称她是女子篮球史上最伟大的赢家。